# Militärflugplatz Kaliningrad-Tschkalowsk

i7
i11
i13
Der Militärflugplatz Kaliningrad-Tschkalowsk ist ein Stützpunkt der russischen Seeflieger der Baltischen Flotte. Er liegt im Nordwesten von Kaliningrad/Königsberg i. Pr. im Zentralrajon der Stadt des Oblast Kaliningrad.
Er entstand ab 1935 für die Luftwaffe der Wehrmacht und wurde 1936 als Fliegerhorst Prowehren im damaligen Ostpreußen bezeichnet. Eine Start- und Landebahn aus Beton wurde 1943 angelegt.
Nach der 1945 erfolgten Angliederung des nördlichen Ostpreußens an die damalige RSFSR dient das Areal heute als Kampfflugzeug-Stützpunkt. Hier ist seit 2004 das zuvor in Niwenskoje liegende und mit Su-27 ausgerüstete 689. Garde-Jagdfliegerregiment stationiert, das zur 132. Gemischten Fliegerdivision der Baltischen Flotte gehört.

## Geschichte
Im Jahre 1935 legte die Luftwaffe in Ostpreußen, nahe dem Königsberger Vorort Prowehren einen neuen Flugplatz an. Nachdem er 1936 fertiggestellt war, wurde er als Einsatzhafen I einklassifiziert und war seit 1939 mit einer Fliegerhorstkommandantur belegt. Ab November 1939 befanden sich diverse Flugzeugführerschulen auf dem Platz. Ab 1943 wurde im Rahmen des „Silberprogramms“ eine betonierte Start- und Landebahn von 1800 m Länge und 60 m Breite angelegt.
Die folgende Tabelle zeigt eine Auflistung aller fliegender aktiver Einheiten (ohne Schul- und Ergänzungsverbände) der Luftwaffe, die hier zwischen 1939 und 1945 stationiert waren.
| Von            | Bis            | Einheit                                       | Ausrüstung           |
| -------------- | -------------- | --------------------------------------------- | -------------------- |
| August 1939    | September 1939 | III./LG 1 (III. Gruppe des Lehrgeschwaders 1) | Heinkel He 111H      |
| Juni 1941      | August 1941    | Kampfgruppe 806                               | Junkers Ju 88A       |
| Juni 1941      | Juli 1941      | Stab/Aufklärungsgruppe 125                    | Heinkel He 60        |
| Juni 1941      | Juli 1941      | Stab, III./KG 77                              | Junkers Ju 88A       |
| Juli 1941      | August 1941    | Stab, I., II. und III./KG 4                   | Heinkel He 111H      |
| September 1941 | Oktober 1941   | Kampfgruppe z.b.V. 106                        | Junkers Ju 52/3m     |
| April 1942     | Juni 1942      | Stab, I., II. und III./KG 4                   | Heinkel He 111H      |
| November 1943  | März 1944      | I./KG 77                                      | Junkers Ju 88A       |
| Juni 1944      | August 1944    | Stab, I. und II./KG 1                         | Heinkel He 177A      |
| September 1944 | Oktober 1944   | 2.(F)/Aufklärungsgruppe 11                    |                      |
| September 1944 | Oktober 1944   | 4./NJG 100                                    |                      |
| Oktober 1944   | Januar 1945    | I./NJG 100                                    |                      |
| Oktober 1944   | Januar 1945    | Stab/FAGr. 1                                  |                      |
| Oktober 1944   | Januar 1945    | 4.(F)/Aufklärungsgruppe 14                    |                      |
| Oktober 1944   | Januar 1945    | 3.(F)/Aufklärungsgruppe 22                    |                      |
| Oktober 1944   | Januar 1945    | 5.(F)/Aufklärungsgruppe 122                   |                      |
| Oktober 1944   | Dezember 1944  | Aufklärungsstaffel 4.(F)/Nacht                |                      |
| Januar 1945    | Januar 1945    | I./SG 3 (I. Gruppe des Schlachtgeschwaders 3) | Focke-Wulf Fw 190F-8 |

Am 28. Januar 1945 besetzten sowjetische Truppen der 1. Belorussischen Front nach schweren Kämpfen das Gelände des Fliegerhorstes. Im Vorfeld der Schlacht um Königsberg konnte der Platz am 20. Februar noch einmal von deutschen Truppen zurückerobert werden, ehe er am 8. April endgültig in sowjetische Hand fiel. Im Mai erfolgte eine erste Stationierung von sowjetischen Schlachtfliegerverbänden. Anschließend wurde der nördliche Teil des ehemaligen Ostpreußen in die Sowjetunion eingegliedert. Am 29. Juli 1948 wurde Prowehren in Tschkalowsk (russisch Чка́ловск), nach dem Flieger Waleri Pawlowitsch Tschkalow, umbenannt und zur Stadt Kaliningrad eingemeindet. Im gleichen Jahr begann ein weiterer Ausbau des Platzes mit Errichtung einer neuen Start- und Landebahn, die im Laufe der Zeit auf 3000 m verlängert wurde. Die russischen Luftstreitkräfte betreiben hier die im Rahmen der Streitkräftereform von 2010 gebildete und zu diesem Zeitpunkt mit Su-27 ausgerüstete und dem 1. Kommando der Luftstreitkräfte unterstellte 6967. AB. (Awiazionnaja Basa, Luftwaffenbasis).